# 赘婿 (网络小说)
《赘婿》，中国大陆网络作家愤怒的香蕉创作的架空题材网络小说，2011年首发于起点中文网，目前仍在连载。
2021年2月14日，根据该小说改编、由郭麒麟 、宋轶领衔主演的同名网络剧在爱奇艺首播。

## 荣誉
2018年6月1日，《赘婿》获得获得起点中文网男频月票榜(2018年5月)第一名。